# Ol'ga Jakovleva
Ol'ga Leonidovna Jakovleva (in russo Ольга Леонидовна Яковлева?; Leningrado, 15 dicembre 1963) è un'ex cestista sovietica, dal 1992 russa.

## Carriera
Con l'Unione Sovietica ha disputato i Giochi olimpici di Seul 1988, i Campionati mondiali del 1986 e tre edizioni dei Campionati europei (1983, 1985, 1987).